# Karaoke Kalk
Karaoke Kalk ist ein 1997 gegründetes Plattenlabel für elektronische Musik.

## Geschichte
Karaoke Kalk wurde 1997 in Köln von Thorsten Lütz alias DJ Strobocop gegründet. Der Name des Labels ist vom rechtsrheinischen Kölner Stadtteil Köln-Kalk abgeleitet. Erste Veröffentlichung war die EP Senking des Musikers Kandis.
Kommerziell erfolgreich war insbesondere das 2002 veröffentlichte Album Love Streams der Band März, dass sich in Deutschland sowie den Vereinigten Staaten und Japan gut verkaufte.
Im Jahr 2005 zog das Label von Köln nach Berlin um. Im gleichen Jahr wurde das Sublabel Kalk Pets gegründet, dessen Fokus mit Platten von Pascal Schäfer, Antonelli, Daniel Meteo und Paul Frick eher auf tanzbarer elektronischer Musik lag. 
Anlässlich des zehnjährigen Bestehens ging Karaoke Kalk 2007 mit den befreundeten Labelmachern von Tomlab, Monika Enterprise und Sonig sowie der Zeitschrift De:Bug auf Jubiläumstour.

## Künstler (Auswahl)
- Donna Regina
- Emanuele Errante
- Hauschka
- Hausmeister
- Kandis
- Hanno Leichtmann
- März
- Takagi Masakatsu
- Pluramon
- Max Rouen
- Pascal Schäfer
- Senking
- Takeo Toyama
- Tolouse Low Trax
- Wechsel Garland